# Campeón de Campeones 1968-69
El Campeón de Campeones 1968-69 fue la XXVIII edición del Campeón de Campeones que debió enfrentar al campeón de la temporada 1968-69 y al campeón de la copa 1968-69. Al ser Cruz Azul el campeón, tanto del Campeonato de Liga como de la Copa, se le adjudicó el trofeo sin disputar el partido, siguiendo la norma existente, ganándose el mote de Campeonísimo.

## Información de los equipos
| Cruz Azul |  |  |  | Campeón de la Primera División de México (1968-69) |
| Cruz Azul |  |  |  | Campeón de la Copa México (1968-69)                |

| Campeón de Campeones 1968-69 |
| ---------------------------- |
|                              |
| Cruz Azul                    |
| 1° Título                    |